# مايكروسوفت أوفيس 97
مايكروسوفت أوفيس 97 (بالإنجليزية: Microsoft office 97) هي مجموعة تطبيقات لسطح المكتب تنتمي إلى سلسة مايكروسوفت أوفيس لشركة مايكروسوفت .

## البرمجيات
البرنامج المتواجدة في مجموعة مايكروسوفت أوفيس 97 هي : وورد 97 ، إكسل 97 ، أوتلوك 97 ، باور بوينت 97 ، أكسس 97 ، بابليشر 97.
مايكروسوفت أوفيس 97 متوفر في عدة إصدارات: الإصدار القياسي، الإصدار المهني، إصدار الشركات الصغيرة، إصدار الشركات الصغيرة 2.0 ، و إصدار المطور.

## الميزات
كان مايكروسوفت أوفيس 97 أحدث إصدار أوفيس لويندوز NT 3.51 ، وكان أول منتج لمايكروسوفت يتطلب إدخال مفتاح المنتج.
تم إصدار نسختان لتصحيح بعض الأخطاء: SR-1 و SR-21. انتهى دعم مايكروسوفت أوفيس 97 في 2 يناير/كانون الثاني 2004.